# Ferula gummosa
Ferula gummosa is een soort uit de schermbloemenfamilie (Apiaceae). Het is een vaste plant die groeit uit een stevige penwortel. De plant heeft een solitaire stengel die ongeveer 100 centimeter hoog kan worden.
De soort komt voor van Centraal- en Noord-Iran tot in Turkmenistan. Hij groeit daar op met kruiden begroeide hellingen in steppes.
Uit de planten wordt de aromatische hars galbanum gewonnen. Deze hars wordt als medicijn zowel inwendig als uitwendig gebruikt. Inwendig wordt de hars gebruikt bij de behandeling van chronische bronchitis, astma en andere borstklachten. Uitwendig wordt het als pleister gebruikt om ontstekingszwellingen, zweren, steenpuisten, wonden en huidklachten te behandelen. Verder wordt de hars gebruikt in wierook en wordt er ook een etherische olie uit gewonnen die gebruikt wordt in cosmetica en parfums.
De hars was een belangrijk ingrediënt van de wierook die door de Israëlieten werd gebruikt in de tabernakel- en tempeldienst.